# Astyanax xiru
Astayanax xiru é uma espécie do sistema da laguna dos Patos e da bacia do rio Uruguai no Brasil.
O maior exemplar registrado mede 109.0 mm de comprimento.